# Leviathan (Marvel Comics)
Leviathan (en ruso: Левиафан), también llamada Orden Leviathan, es el nombre de una organización terrorista ficticia de base soviética que aparece en los cómics estadounidenses publicados por Marvel Comics.

## Historia de publicación
Leviathan apareció por primera vez en Secret Warriors #11 y fue creado por Jonathan Hickman y Stefano Caselli.

## Historia ficticia de la organización
Poco se sabe de esta misteriosa organización, salvo que nació del bloque comunista de la misma manera que Hydra nació de las potencias del Eje, y que Leviathan trajo a 100.000 de los mejores agentes de la Guerra Fría del bloque del Este a la instalación conocida como Cold Storage, donde la mayoría fueron colocados en suspensión criónica hasta que sean necesarios. Aparentemente, los superiores de Leviathan estuvieron involucrados en un juego de colaboración con el líder de Hydra, Barón Strucker, el líder de S.H.I.E.L.D. Nick Fury, y el gran maestro de La Mano, Soji Soma, donde la reunión fue establecida por Aries. Reunieron tecnología alienígena de Brood y una colección de tanques. Estos dispositivos juntos, podrían convertir a un hombre en un súper soldado. Leviathan luego eligió traicionar a sus socios y tomar la tecnología para sí mismos. Hydra y La Mano contraatacaron, robando la fuente de poder alienígena para que los tanques convirtieran a sus ocupantes en monstruos.
Durante la historia del Dark Reign, Leviathan ataca a Agarashima, bastión del Clan Yashida, donde el Samurái de Plata es atacado por misteriosos guerreros demoníacos. Después de una pequeña lucha, él es sometido. El guerrero negro hunde sus garras en su rostro antes de determinar que no tiene lo que están buscando. El más grande agarra al samurai exigiendo saber dónde está "la caja". Los mismos guerreros luego atacan los astilleros de Némesis donde está Gorgon y se presentan como miembros de Leviathan.
Gorgon lucha contra los soldados de Leviathan. Él fácilmente derrota al escuadrón mediante el uso de su espada Godkiller y su poder de petrificación. Él comenta que deberían haber traído un ejército. El líder del escuadrón Leviathan dice que ese día llegará. Luego comienza a atacar solo para ser derribado. Tratando de volver a levantarse, el líder del escuadrón dice que hay planes dentro de los planes y que sus maestros están despertando de su largo sueño. Él usa sus garras para pinchar la cara de Gorgon con la intención de encontrar información para sus maestros. Gorgon reacciona rápidamente cortándose el brazo y usa la Godkiller para inmovilizarlo. Luego demanda saber lo que buscan. El líder del escuadrón revela que tienen a Viper. Matando al soldado Leviathan, Gorgon corre a través de Némesis solo para que Leviathan escape con Viper en el remolque. El consejo gobernante de Hydra (compuesto por Barón Strucker, Gorgon, Kraken y Madame Hydra) discute el ataque de Leviathan a Némesis, que les costó dos dreadnaughts y la mitad de su personal. Gorgon concluye que hay un traidor en esta habitación. Sin embargo, Madame Hydra afirma que todo el ataque pudo haber sido escenificado. No obstante, Kraken informa a todos que los agentes Psi que se habían recuperado de Red Worm han sido reutilizados para encontrar al traidor. En las instalaciones de almacenamiento en frío de Leviathan llamadas El Largo Invierno, Leviathan trae a Viper para interrogarla. El líder exige saber dónde está "la caja". Cuando ella se niega a obedecer, le clavan las garras en la cara antes de determinar que no sabe. Descubren que Madame Hydra lo tiene. El líder Leviathan se queja de que esto es una demora en sus planes. Luego declara "Invoca a la horda... despierta lo mejor".
El transporte de Madame Hydra se acerca a la base de Leviathan, Largo Invierno. El comandante Leviathan le permite aterrizar. Sin embargo, Leviathan quiere algo valioso a cambio: la caja que Madame Hydra había comprado a los Yashidas. Madame Hydra presenta la caja japonesa a Magadan el líder de Leviathan, para asombro de Viper. Sin embargo, se la obsequia sin siquiera negociar su entrega. Viper pregunta frenéticamente cómo podría traicionar todo en lo que cree. Madame Hydra responde que ella había hecho más que eso y le dispara. Magadan muestra alegría por la muerte de uno de los líderes de Hydra. Madame Hydra luego se quita el traje para volver a su identidad como Valentina Allegra de Fontaine. Valentina ha vuelto a su ropa vieja, antes de detallar a Magadan sobre Hydra. Ella explica que, si bien Hydra está tecnológicamente avanzada, están luchando contra el reclutamiento y los intereses divididos. Los tenientes de Magadán luego conectan la caja y descongelan uno de los contenedores que despierta a su ocupante Orión. Mientras Orión se viste, Valentina y Magadan le informan sobre el estado de Rusia. Orión luego declara que ellos "burlan al barón, tientan a la furia". Hydra llega a Largo Invierno solo para encontrarlo desierto a excepción de unos pocos escuadrones que quedaron atrás y el cadáver de Viper. Un agente de Hydra trae al Barón Strucker un grabador holográfico que proyecta una imagen de Orión (a quien Strucker reconoce como Viktor Uvarov). Cuando el dispositivo reconoce su huella de voz, el mensaje de Orión dice que a pesar de los desafortunados percances entre sus dos organizaciones durante su sueño, deberían reunirse en la Corona en tres días. Hace diez días, la delegación de Leviathan llegó a la base de Hydra llamada la Corona en Kyoto. Kraken le dice a Baron Strucker que llegan tres. Entre ellos está Magadan, Orión, y obviamente su traidor. Orión, Magadan y Valentina Allegra de Fontaine han llegado para reunirse con los líderes de Hydra. Valentina está más sorprendida de ver a Viper con tentáculos en la cabeza y haber recuperado su rango de Madame Hydra. A medida que las reuniones comienzan, Orión hace una oferta de sumisión de parte de Hydra. El Barón Strucker se niega y ordena a Gorgon que lo mate. Sin embargo, Orión sobrevive a una puñalada en el hombro de Gorgon cuando Magadan lo golpea con su martillo. Es entonces cuando un escuadrón Leviathan ataca. Ahora es una guerra total entre Hydra y Leviathan. Ambas organizaciones terroristas se han vuelto extremas en sus métodos y han tomado bases enteras sin tener en cuenta a los civiles. Eventualmente, Leviathan pensó en hacer un alto el fuego solo para que Magadan fuera asesinado. En represalia, Leviathan sacó un centro de reclutamiento de Hydra en Seattle.
En la base más nueva de Leviathan, Perestroika, Orión y Valentina planean asaltar a Gorgon y Madame Hydra. Entonces, de repente, todos sus soldados Leviathan comienzan a autodestruirse. Culpan a Nick Fury. Valentina luego se entrega a una agencia federal en Berlín. Nick Fury visita a Valentina en cautiverio en Berlín. Ella le pregunta qué ha hecho. Él dice una cosa: "gané". En pocas palabras, cuando Magadan conectó la tecnología Legacy de esa caja, le dio poder a Leviathan desconociendo el hecho de que Fury controlaba el sistema, alimentando a los guerreros de Leviathan con más energía de la necesaria y esencialmente acortando su esperanza de vida causándoles la autodestrucción. El único que queda es Orión, que tiene mil vidas para quemar, pero solo es un hombre. Valentina luego lamenta que todo por lo que ha trabajado haya sido en vano. Luego admite que se entregó para poder encontrarla.

## Miembros
- Magadan - El líder de Leviathan. Fue asesinado por John Garrett para que pareciera que Hydra era el responsable.
- Valentina Allegra de Fontaine - Se reveló que había sido un topo en S.H.I.E.L.D. y Hydra.
- Orión - un mercenario de Leviathan. Más tarde fue asesinado por Phil Coulson.

## En otros medios

### Televisión
- Leviathan aparece en la serie de televisión con actores reales, Agent Carter.[11][12] El grupo fue fundado después de la Primera Guerra Mundial por orden de Joseph Stalin, sus miembros incluyeron al hipnotizador Johann Fennhoff y Dorothy "Dottie" Underwood. Como se vio en la primera temporada, algunos de sus operarios como Leet Brannis (interpretado por James Frain) y Sasha Demidov (interpretado por James Herbert) tienen sus cuerdas vocales incapacitadas con una operación que deja una incisión en forma de Y en el cuello e impide que hablen sin el uso de un sintetizador de voz. El grupo instiga la trama principal de la temporada uno orquestando un atraco en la bóveda de Howard Stark, donde están los inventos más peligrosos. Aunque la intención de Leviathan era obtener el gas "Aceite Medianoche" que induce a la violencia, Brannis decide vender los demás inventos de Stark en el mercado negro en lugar de regresar a la base. Esto obliga a Leviathan a poner más operativos en el campo para recuperar el gas y eliminar a los testigos, haciendo que la Reserva Científica Estratégica conozca la existencia del grupo. Primero envían a Demidov para perseguir a Brannis, lo que los lleva a ambos a terminar muertos. Al final de la primera temporada, Fennhoff es arrestado por la RSS mientras Dottie logra escapar. En la apertura de la segunda temporada, Dottie y algunos operativos atacan un banco con la mirada puesta en las cuentas bancarias del Consejo de los Nueve pero son derrotados por la SSR. Cuando Jack Thompson intenta convencer a Dottie para que informe más sobre Leviathan, el interrogatorio se interrumpe cuando Vernon Masters transfiere a Dottie a la custodia del FBI.

### Película
- Leviathan aparece como el principal antagonista en Avengers Confidential: Black Widow & Punisher.[13][14] La organización tiene una subasta de tecnología robada en donde asisten como compradores varios supervillanos que fueron convocados (incluidos, entre otros, Conde Nefaria, Gravitón, Segador y Barón Zemo).